# 美峰
株式会社美峰（びほう）は、アニメーション背景・設定デザイン制作、2Dおよび3DのCG・アニメーション制作、ゲームデザインコンピュータ グラフィックスの制作およびデータ加工販売を主な事業内容とする日本の企業。

## 歴史

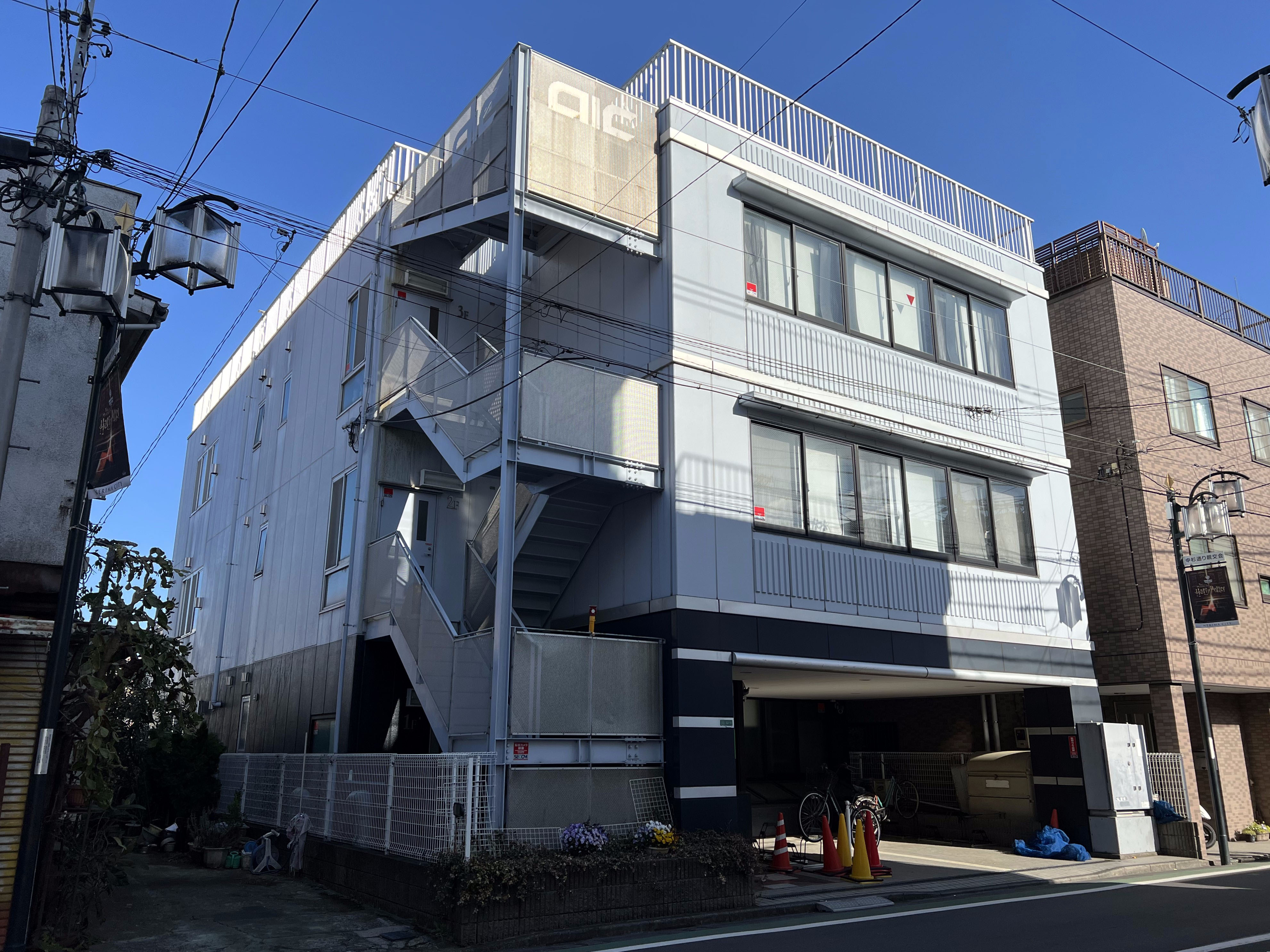
2016年から2025年3月まで本社が入居していた美峰ビル

元々フリーの背景美術として活動しているうちに知り合い、協力することが多かった数人のメンバーが1993年に東京都練馬区に本社を設立したのが始まり。当初は「STUDIO美峰」（スタジオびほう）として、それ以降も様々な作品に美術背景で携わる。1997年には事業拡大に伴いメディア事業部を設立し、2004年には本社を練馬区高野台に移転した。
2000年代に入ると、背景の一部をベトナム及びタイの現地スタジオに委託するようになった。「美峰VIETNAM」（SON MY VIETNAM）以外にも「THAI LAND」・「GAU TRUC」という名前が確認されている。
2016年、本社を東京都練馬区中村北3丁目19番9号に移転。同年に移転した美峰ビルはかつて主要取引先だったAICの旧本社ビルである。
2024年5月31日付でアニメ制作会社のコミックス・ウェーブ・フィルム（以下CWF）と経営改善に向けた資本提携を締結。社長を務めていた平城徳浩は同職を退任し取締役ファウンダーに就任。新社長には野村正信、新副社長には吉原俊一郎が就任し新たにCWFの代表取締役会長である川口典孝が非常勤取締役に就任した。
2025年3月1日、本社を東京都中野区本町2丁目46番1号 中野坂上サンブライトツイン22階 南ウィングへ移転。
同社OBが独立して起業した背景会社に「ととにゃん」（加藤光子、加藤浩）、「Bamboo」（竹田悠介）がある。

## 携わった主な作品

### テレビアニメ
- 覇王大系リューナイト（1994年-1995年）
- 魔法騎士レイアース（1994年-1995年）
- 新世紀エヴァンゲリオン（1995年-1996年）
- 新機動戦記ガンダムW（1995年-1996年）
- 機動新世紀ガンダムX（1996年）
- プリンセスナイン（1998年）
- 彼氏彼女の事情（1998年-1999年）
- 魔法使いTai!（1999年）
- 星方天使エンジェルリンクス（1999年）
- THE ビッグオー（1999年-2000年・2003年）
- 今、そこにいる僕（1999年-2000年）
- ゲートキーパーズ（2000年）
- ブギーポップは笑わない Boogiepop Phantom（2000年）
- アルジェントソーマ（2001年-2002年）
- サイボーグ009 THE CYBORG SOLDIER（2001年-2002年）
- スターオーシャンEX（2001年）
- フルメタル・パニック!（2002年）
- 攻殻機動隊 STAND ALONE COMPLEX（2002年-2003年）
- アベノ橋魔法☆商店街（2002年）
- 超重神グラヴィオン（2002年）
- クロノクルセイド（2003年-2004年）
- 攻殻機動隊 S.A.C. 2nd GIG（2004年-2005年）
- 巌窟王（2004年-2005年）
- これが私の御主人様（2005年）
- ぱにぽにだっしゅ!（2005年）
- IGPX（2005年-2006年）
- クラスターエッジ（2005年-2006年）
- ああっ女神さまっ それぞれの翼（2006年）
- Project BLUE 地球SOS（2006年）
- NIGHT HEAD GENESIS（2006年）
- ネギま!?（2006年）
- ブラック・ラグーン（2006年）
- 働きマン（2006年）
- デルトラクエスト（2007年-2008年）
- REIDEEN（2007年）
- 天元突破グレンラガン（2007年）
- ヒロイック・エイジ（2007年）
- 地球へ…（2007年）
- efシリーズ
  - ef - a tale of memories.（2007年）
  - ef - a tale of melodies.（2008年）
- 狼と香辛料シリーズ
  - 狼と香辛料（2008年）
  - 狼と香辛料II（2009年）
- PERSONA -trinity soul-（2008年）
- マクロスF（2008年）
- ワールド・デストラクション 〜世界撲滅の六人〜（2008年）
- 今日の5の2（2008年）
- ヒャッコ（2008年）
- 黒神 The Animation（2009年）
- ティアーズ・トゥ・ティアラ（2009年）
- 戦国BASARAシリーズ
  - 戦国BASARA（2009年）
  - 戦国BASARA弐（2010年）
- 戦場のヴァルキュリア（2009年）
- 神曲奏界ポリフォニカ クリムゾンS（2009年）
- ファイト一発! 充電ちゃん!!（2009年）
- プリンセスラバー!（2009年）
- WORKING!!シリーズ
  - WORKING!!（2010年）
  - WORKING'!!（2011年）
  - WORKING!!!（2015年）
- 生徒会役員共（2010年）
- スーパーロボット大戦OG -ジ・インスペクター-（2010年）
- パンティ&ストッキングwithガーターベルト（2010年）
- ヨスガノソラ（2010年）
- Rio RainbowGate!（2011年）
- IS 〈インフィニット・ストラトス〉（2011年）
- レベルE（2011年）
- ダンボール戦機シリーズ
  - ダンボール戦機（2011年-2012年）
  - ダンボール戦機W（2012年）
- 変ゼミ（2011年）
- トリコ（2011年-2014年）
- いつか天魔の黒ウサギ（2011年）
- アクエリオンEVOL（2012年）
- パパのいうことを聞きなさい!（2012年）
- K（2012年）
- ZETMAN（2012年）
- 黒子のバスケ（2012年）
- ヨルムンガンド (漫画)（2012年）
- 武装神姫（2012年）
- イクシオン サーガ DT（2012年）
- ジョジョの奇妙な冒険（2012年）
- まおゆう魔王勇者（2013年）
- 進撃の巨人（2013年）
- はたらく魔王さま！（2013年）
- フォトカノ（2013年）
- IS 〈インフィニット・ストラトス〉2（2013年）
- 幻影ヲ駆ケル太陽（2013年）
- 超次元ゲイム ネプテューヌ THE ANIMATION（2013年）
- ワルキューレロマンツェ 少女騎士物語（2013年）
- ルパン三世 princess of the breeze ～隠された空中都市～（2013年）
- そにアニ -SUPER SONICO THE ANIMATION-（2014年）
- 弱虫ペダル（2014年）
- ジョジョの奇妙な冒険 スターダストクルセイダース（2014年）
- 妖怪ウォッチ（2014年- 2018年）
- ヒーローバンク（2014年-2016年）
- 金田一少年の事件簿R （2014年・2015年）
- アカメが斬る!（2014年）
- 東京ESP（2014年）
- Persona4 the Golden ANIMATION（2014年）
- ワールドトリガー（2014年-2016年）
- 弱虫ペダル GRANDE ROAD（2014年）
- ジョジョの奇妙な冒険 スターダストクルセイダース エジプト編（2015年）
- 新妹魔王の契約者（2015年）
- ローリング☆ガールズ（2015年）
- 黒子のバスケ 3rd SEASON（2015年）
- 蒼穹のファフナー EXODUS（2015年）
- トリアージX（2015年）
- うたわれるもの 偽りの仮面（2015年）
- Re:ゼロから始める異世界生活（2016年）
- 装神少女まとい（2016年）
- ばくおん!!（2016年）
- キズナイーバー（2016年）
- ジョーカー・ゲーム（2016年）
- DAYS（2016年）
- ジョジョの奇妙な冒険 ダイヤモンドは砕けない（2016年）
- デジモンユニバース アプリモンスターズ（2016年-2017年）
- モンスターハンター ストーリーズ RIDE ON（2016年-2018年）
- パズドラクロス（2016年-2018年）
- 名探偵コナン エピソード“ONE” 小さくなった名探偵（2016年）
- 進撃の巨人 Season 2（2017年）
- 弱虫ペダル NEW GENERATION（2017年）
- リトルウィッチアカデミア（2017年）
- 遊☆戯☆王VRAINS（2017年）
- BORUTO -ボルト- NARUTO NEXT GENERATIONS（2017年）
- ゼロから始めまる魔法の書（2017年-）
- 賭ケグルイ（2017年）
- ブレンド・S（2017年）
- 弱虫ペダル GLORY LINE（2018年）
- 覇穹 封神演義（2018年）
- 恋は雨上がりのように（2018年）
- 妖怪ウォッチ　シャドウサイド（2018年-2019年）
- フルメタル・パニック! Invisible Victory（2018年）
- ゲゲゲの鬼太郎（第6作）（2018年-2020年）
- パズドラ（2018年）
- ヒナまつり（2018年）
- 進撃の巨人 Season 3（2018年-2019年）
- ジョジョの奇妙な冒険 黄金の風（-Episodio 19）（2018年-2019年）
- Dr.STONE   (2019年-)
- 炎炎ノ消防隊   (2019年-)
- 映像研には手を出すな!（2020年
- 86-エイティシックス-（2021年-2022年）
- くノ一ツバキの胸の内（2022年）
- 異世界おじさん（2022年）
- 組長娘と世話係（2022年）
- うる星やつら（2022年-）
- 名探偵コナン（2023年-）
- 機動戦士ガンダム 水星の魔女 (2023年)
- SHY  (2023年)
- 終末トレインどこへいく  (2024年)
- ガールズバンドクライ  (2024年)
- ターミネーター 0   (2024年)
- Summer Pockets  (2025年)
- Mono (漫画)  (2025年)

### 劇場アニメ
- サイレントメビウス2（1992年）
- マクロス7 銀河がオレを呼んでいる!（1995年）
- スレイヤーズ（1995年）
- スレイヤーズRETURN（1996年）
- スレイヤーズぐれえと（1997年）
- 新世紀エヴァンゲリオン劇場版 シト新生
- 新世紀エヴァンゲリオン劇場版 Air/まごころを、君に（1997年）
- 逮捕しちゃうぞ the MOVIE（1999年）
- Joseph: King of Dreams（2000年）
- ウルトラマンティガ THE FINAL ODYSSEY（2000年）
- デジモンアドベンチャー02 前編・デジモンハリケーン上陸!!／後編・超絶進化!! 黄金のデジメンタル（2000年）
- BLOOD THE LAST VAMPIRE（2000年）
- ONE PIECE THE MOVIE オマツリ男爵と秘密の島（2005年）
- 劇場版ツバサ・クロニクル 鳥カゴの国の姫君（2005年）
- あらしのよるに（2005年）
- ヱヴァンゲリヲン新劇場版:序（2007年）
- 真救世主伝説　北斗の拳　ラオウ伝　激闘の章（2007年）
- 北斗の拳　ケンシロウ伝（2008年）
- ONE PIECE THE MOVIE エピソードオブチョッパー+ 冬に咲く、奇跡の桜（2008年）
- 劇場版 MAJOR（2008年）
- 劇場版 天元突破グレンラガン 紅蓮篇（2008年）
- 劇場版 天元突破グレンラガン 螺巌篇（2009年）
- ヱヴァンゲリヲン新劇場版:破（2009年）
- 劇場版 マクロスF 虚空歌姫 〜イツワリノウタヒメ〜（2009年）
- ホッタラケの島 〜遥と魔法の鏡〜（2009年）
- それいけ!アンパンマン ブラックノーズと魔法の歌（2010年）
- マルドゥック・スクランブル（2010-2012年）
- 第一部 『マルドゥック・スクランブル 圧縮』（2010年11月）
- 第二部 『マルドゥック・スクランブル 燃焼』（2011年9月）
- 第三部 『マルドゥック・スクランブル 排気』（2012年9月）
- ブレイク ブレイド （2010-2011年）
- 第一章 「覚醒ノ刻」（2010年5月）
- 第二章 「訣別ノ路」（2010年6月）
- 第三章 「凶刃ノ痕」（2010年9月）
- 第四章 「惨禍ノ地」（2010年10月）
- 第五章 「死線ノ涯」（2011年1月）
- 第六章 「慟哭ノ砦」（2011年3月）
- 劇場版 マクロスF 恋離飛翼 〜サヨナラノツバサ〜（2011年）
- 映画 プリキュアオールスターズDX3 未来にとどけ! 世界をつなぐ☆虹色の花（2011年）
- 劇場版 戦国BASARA -The Last Party-（2011年）
- マクロスFB7 オレノウタヲキケ!（2012年）
- 劇場版 トリコ 美食神の超食宝（2013年）
- 伏 鉄砲娘の捕物帳（2013年）
- PERSONA3 THE MOVIE（2013-2014年）
- 「#1 Spring of Birth」（2013年11月）
- 「#2 Midsummer Knight's Dream」（2014年6月）
- 楽園追放 -Expelled from Paradise- （2014年）
- 劇場版『進撃の巨人』前編 〜紅蓮の弓矢〜（2014年）
- 宇宙戦艦ヤマト2199 星巡る方舟（2014年）
- ドラゴンボールZ 神と神（2014年）
- 映画 妖怪ウォッチ 誕生の秘密だニャン!（2014年）
- 弱虫ペダル Re:RIDE（総集編　前編）（2014年）
- 弱虫ペダル Re:ROAD（総集編　後編）（2015年）
- 劇場版 弱虫ペダル（2015年）
- 映画 妖怪ウォッチ エンマ大王と5つの物語だニャン! （2015年）
- BORUTO -NARUTO THE MOVIE- （2015年）
- 劇場版『進撃の巨人』後編 〜自由の翼〜（2016年）
- ガラスの花と壊す世界（2016年）
- 映画 妖怪ウォッチ 空飛ぶクジラとダブル世界の大冒険だニャン!（2016年）
- 劇場版 黒子のバスケ LAST GAME（2017年）
- 宇宙戦艦ヤマト2202　愛の戦士たち　第一章「嚆矢篇」（2017年3月）
- 宇宙戦艦ヤマト2202　愛の戦士たち　第二章「発進篇」（2017年7月）
- 宇宙戦艦ヤマト2202　愛の戦士たち　第三章「純愛編」（2017年11月）
- 映画 妖怪ウォッチ シャドウサイド 鬼王の復活（2017年）
- 宇宙戦艦ヤマト2202　愛の戦士たち　第四章「天命編」（2018年2月）
- 劇場版ときめきレストラン☆☆☆ MIRACLE6（2018年）
- 宇宙戦艦ヤマト2202　愛の戦士たち　第五章「煉獄編」（2018年5月）
- ニンジャバットマン （2018年）
- 映画ドラえもん のび太の月面探査記 （2019年）
- 映画ドラえもん のび太と空の理想郷 （2023年）

### OVA
- 電影少女（1992年）
- ああっ女神さまっ（1993年-1994年）
- 逮捕しちゃうぞ（1994年-1995年）
- 魔法騎士レイアース（1997年）
- 戦闘妖精雪風（2002年）
- トップをねらえ!2（2004年-2006年）
- テイルズ オブ ファンタジア THE ANIMATION（2004年-2006年）
- アラタなるセカイ（2013年）
- 進撃の巨人（2014年-2018年）　
  - #3.5-イルゼの手帳―ある調査兵団員の手記―　
  - #3.25-突然の来訪者―苛まれる青春の呪い―　
  - #3.75-困難　
  - #0.5A-悔いなき選択―前編―
  - #0.5B-悔いなき選択―前編―
  - #16.5A-Wall Sina,Goodbye―前編―
  - #16.5B-Wall Sina,Goodbye―前編―
  - #???-Wall Lost in the cruel world

### ゲーム
- VIPERシリーズ[1]（1993年-2003年）
- ファイナルファンタジーVIII（1999年）
- 鉄拳5 (2004年）
- テイルズ オブ ジ アビス（2005年）
- NAMCO x CAPCOM（2005年）
- テイルズ オブ デスティニー（2006年、PS2版）
- ペルソナ3 (2007年)
- ストリートファイターIV（2008年)
- ヴェルディア幻奏曲（2008年）
- ケイオスリングス（2010年）
- ストリートファイター X 鉄拳（2012年）

## 関連人物
- 野村正信（代表取締役）
- 吉原俊一郎（副社長）
- 平城徳浩（創業者・取締役ファウンダー）
- 鈴木路恵
- 加藤恵
- 谷岡善王
- 高峯義人
- 釘貫彩
- 青木薫
- 三戸康史
- 今野慎一
- 桐本裕美子
- 扇山秋仁
- 天田俊貴